# William Arthur Parks
William Arthur Parks (Hamilton, Ontario, 11 de diciembre de 1868-Toronto, Ontario, 3 de octubre de 1936) fue un geólogo y paleontólogo canadiense.

## Biografía
Su infancia discurrió primero en Hamilton y luego en Bowmanville, hasta que ingresó en la Universidad de Toronto en el año 1888. Se licenció en Ciencias Naturales en el año 1892. En 1893 se incorpora a la universidad para trabajar como geólogo y en 1922 es nombrado jefe de departamento. En el año 1913 se convirtió en el primer director del Museo de Paleontología del Museo Real de Ontario, cargo que ocupó hasta el año de su muerte. Fue miembro de la Royal Society y de la Royal Society of Canada.

## Trabajos
Parks estudió fósiles de invertebrados de la era Paleozoica y restos de dinosaurios de la provincia de Alberta. Describió los géneros Parasaurolophus (1923), Lambeosaurus (1923), Dyoplosaurus (1924) y Arrhinoceratops (1925). Charles Mortram Sternberg nombró al género Parksosaurus en su honor.

## Obra
- 1922. Elementary geology, with special reference to Canada (junto con A. P. Coleman).[5]